# Drosophila annularis
Drosophila annularis este o specie de muște din genul Drosophila, familia Drosophilidae, descrisă de Sturtevant în anul 1916. Conform Catalogue of Life specia Drosophila annularis nu are subspecii cunoscute.